# Гилберт де Клер, 7-й граф Глостер
Гилберт де Клер (англ. Gilbert de Clare), известный также как Гилберт Рыжий (2 сентября 1243, Крайстчерч, Гэмпшир, Королевство Англия — 7 декабря 1295, Монмут, Монмутшир, Уэльс), — английский аристократ, 6/7-й граф Хартфорд, 3/7-й граф Глостер и 9-й барон Клер (с 1262 года), самый могущественный лорд Англии своего времени. В правление короля Генриха III примкнул к баронской оппозиции и стал одним из её руководителей (наряду с Симоном де Монфором). Во Второй баронской войне действовал против короля, но в 1265 году перешёл на его сторону из-за вражды с Монфором. Командовал вместе с принцем Эдуардом в решающей битве при Ившеме. Позже выступал за то, чтобы не наказывать мятежных баронов слишком сурово, и из-за этого конфликтовал с Роджером Мортимером, 1-м бароном Вигмор. В 1267 году снова поднял мятеж, чтобы заставить монарха соблюдать условия «Оксфордских провизий», и добился компромисса. Участвовал в войнах с валлийскими князьями с переменным успехом. Принадлежал к ближайшему окружению короля Эдуарда I, на дочери которого Джоанне Акрской в 1290 году женился. При этом отношения между графом и монархом оставались непростыми: Эдуард стремился ограничить власть де Клера и усилить контроль короны над его владениями. В 1291 году Гилберт даже на некоторое время оказался в тюрьме из-за развязанной им частной войны с графом Херефорд.
Единственный сын Гилберта погиб молодым, и делёж его наследства стал одной из причин гражданских войн, развернувшихся в правление Эдуарда II.

## Биография

### Происхождение и ранние годы
Гилберт де Клер принадлежал к одному из самых знатных и могущественных семейств Англии. Изначально Клеры владели землями в Нормандии и были родственниками местных герцогов. Они помогли Вильгельму Завоевателю покорить Англию, за что получили обширные владения в этом королевстве. С 1135 года предки Гилберта носили титул графа Хартфорда. Прадед Гилберта, Ричард, благодаря браку получил титул графа Глостера и огромные владения на юго-западе Англии, а также половину земель графов Бекингем в центральных графствах; дед, Гилберт, женился на наследнице Маршалов, что принесло ему земли в Уэльсе и Ирландии, а отец, Ричард, приобрёл земли в Дорсете и Хантингдоншире. В результате Клеры стали самыми могущественными баронами Валлийской марки, где были сосредоточены их основные интересы, и самыми богатыми землевладельцами всей Англии (после короля) с годовым доходом около четырёх тысяч фунтов. Граф Гилберт после принятия наследства мог выставить в поле более 450 рыцарей, а в валлийском Гламоргане он правил как независимый князь, имевший большую государственную печать, казначейство и канцлера.
Гилберт был старшим из трёх сыновей Ричарда де Клера, 6-го графа Хартфорда и 2-го графа Глостера, и его второй жены Мод де Ласи (первый брак Ричарда, с Маргарет де Бург, остался бездетным). Он родился 2 сентября 1243 года в Крайстчерче, Гэмпшир, а после него на свет появились Томас (впоследствии барон Томонд) и Бого, канцлер Лландафа. Кроме того, у Гилберта были три сестры, ставшие жёнами Гильома VII, маркиза Монферрато, Эдмунда, графа Корнуолла (племянника короля Генриха III), и Роджера Моубрея.
Уже в возрасте девяти лет (в начале 1253 года) Гилберта женили на Алисе Ангулемской или Алисе де Лузиньян — дочери влиятельного французского феодала Гуго XI де Лузиньяна, графа Ангулема, Марша и Пентьевра, единоутробного брата короля Англии Генриха III. Свадьба прошла в Париже. Хронист сообщает, что жених, несмотря на свой юный возраст, принял участие в рыцарском турнире, устроенном по случаю этого события. В июле 1262 года, после смерти отца, Гилберт унаследовал все его владения и титулы: он стал 6-м или 7-м графом Хартфорд, 3-м или 7-м графом Глостер и 9-м бароном Клер. 18-летний наследник рассчитывал, что король сразу разрешит ему вступить в права, не дожидаясь совершеннолетия, наступавшего в 21 год. Чтобы обратиться к Генриху III с соответствующей просьбой, он совершил поездку в Булонь, но монарх ответил ему довольно грубым отказом: опека над обширными владениями Клеров была очень выгодна для казны. Кроме того, Генрих приказал провести расследование, чтобы выяснить, не узурпировал ли граф Ричард в своё время некоторые королевские права, и передал матери Гилберта в качестве «вдовьей доли» ряд поместий, включая два стратегически важных замка в Уэльсе и замок Клер, главную семейную резиденцию в Англии. Молодой граф воспринял всё это как унижение. Обстоятельства, при которых он принял наследство, существенно повлияли на его политическую позицию в последующие годы.

### На стороне Монфора
Молодые годы Гилберта де Клера стали временем ожесточённой внутриполитической борьбы в Англии. Многие лорды объединились под началом Симона де Монфора, чтобы заставить короля отказаться от услуг советников-иностранцев и ограничить его власть. В октябре 1258 года они составили Оксфордские провизии — петицию, содержавшую требование начать реформы и принятую Генрихом IV. Граф Ричард подписал провизии, но в дальнейшем, связанный кровными и дружескими узами с обоими враждующими лагерями, несколько раз переходил с одной стороны на другую. Гилберт вскоре после смерти отца проявил себя как представитель оппозиции. 22 марта 1263 года он отказался принести присягу на верность принцу Эдуарду (будущему королю Эдуарду I) в Вестминстере, 20 мая того же года в Оксфордском парламенте поддержал Монфора, вскоре после этого помог Монфору в его нападении на епископа Херефордского. Следующие несколько месяцев Клер держался в стороне от политики, а в октябре 1263 года, по-видимому, временно перешёл на сторону короля.
Весной 1264 года ситуация в Англии обострилась до предела. Монфор вошёл в Лондон и от лица оппозиционных лордов заключил с этим городом союз против короны. Практически одновременно, примерно 10 апреля, произошли еврейские погромы в столице (там евреев заподозрили в намерении сжечь город) и в Кентербери, причём во втором случае погром организовал Клер. Поэтому существует мнение, что уже к тому моменту Гилберт поднял открытое восстание. Вскоре принц Эдуард попытался взять принадлежавший графу Глостер, и это стало началом открытого конфликта, известного как Вторая баронская война. Принц захватил два замка Гилберта, Кингстон и Тонбридж, но находившуюся в последнем жену графа, Алису де Лузиньян, отпустил, поскольку она приходилась ему двоюродной сестрой. Тем не менее 12 мая Гилберт де Клер был объявлен изменником.
Теперь Глостер был вторым после Монфора человеком в оппозиционной «партии». Вместе с Симоном он руководил мятежной армией, взявшей штурмом Рочестер. Бароны попытались заключить мир с королём, используя посредничество епископов Лондона и Вустера; они заявили, что их цель — защитить короля от окружающих его злых советников. Принц Эдуард дал на это жёсткий ответ: «Они не получат никакого мира до тех пор, пока на их шеях не окажутся верёвки и они не передадут себя в наши руки, чтобы мы могли их повесить или тащить по нашему усмотрению». В мире было отказано, и 14 мая 1264 года при Льюисе произошло решающее сражение. Гилберт де Клер, накануне боя посвящённый Монфором в рыцари, командовал центром армии баронов. В самом начале схватки левый фланг был обращён в бегство атакой королевской конницы под началом принца Эдуарда, но последний слишком увлёкся преследованием; мятежники одержали полную победу, причём брат короля Ричард пытался спрятаться на ветряной мельнице, а позже сдался лично Глостеру. Сам король оказался в окружении в Льюисском приорстве. На следующий день он подписал договор, о содержании которого источники ничего не сообщают. По одному из мнений историков, Генрих подтвердил Великую хартию вольностей и Лесную хартию, обязался сократить расходы и набрать советников-англичан, которые смогли бы участвовать в управлении, а Глостеру, Монфору и другим баронам дал гарантии того, что их не будут преследовать за мятеж.

### После битвы при Льюисе
Несколько месяцев после Льюисской победы Монфор и Глостер были фактическими правителями королевства. Некоторые бароны Валлийской марки (в частности, Роджер Мортимер и Роджер Клиффорд) начали войну против них, заняли Глостер, Бриджнорт и Мальборо, осадили Гилберта в замке Ханли (октябрь). В декабре Клер совместно с Монфором отбил Глостер. Однако уже в это время между союзниками начались разногласия — в первую очередь из-за союза Монфора с князем Гвинеда Лливелином, противоречившего интересам Глостера. Поэтому последний поддержал Мортимера и Клиффорда, приговорённых к изгнанию, и дал им укрыться на время в своих владениях. Чтобы обсудить наметившийся конфликт, 14 января в Лондоне был созван очередной парламент. Монфор открыто обвинил Глостера в поддержке изменников общему делу, а тот выдвинул встречные обвинения — в том, что граф Симон присвоил всю добычу, захваченную при Льюисе, что он установил контроль над главными замками королевства и разместил в них иностранные гарнизоны, что он не заботится о выполнении условий, сформулированных в «Оксфордских провизиях». По данным одного из источников, графы помирились, но, даже если это сообщение верно, речь могла идти только о временном затишье.
Между 17 и 24 февраля 1265 года сэр Гилберт уехал в Марку, где открыто заключил союз с Мортимером. В конце апреля Монфор двинул против него армию, причём взял с собой в качестве пленников короля и принца Эдуарда. На сторону Глостера перешёл ещё один барон — Джон Гиффард; с его помощью Гилберт попытался отбить короля на пути из Глостера в Херефорд, но потерпел неудачу. Вскоре принц Эдуард смог бежать из-под стражи (26 мая). В замке Ладлоу он встретился с де Клером и поклялся ему, что будет соблюдать «старые добрые законы» и откажется от назначения иностранцев на высокие посты; граф в ответ присягнул ему на верность. Целью Глостера в этой ситуации было защитить свои позиции в Уэльсе и добиться отмены папского интердикта, наложенного на него в ноябре 1264 года как на врага короля. К тому же он полагал, что добиваться претворения в жизнь условий «Оксфордских провизий» можно скорее от короны, чем от Монфора.
Теперь борьба между оппозицией и роялистами возобновилась с новой силой. На стороне последних, в отличие от 1264 года, были все «умеренные» и те, кто прежде колебался, а главной военной силой королевской партии стали отряды, собранные баронами Марки (в первую очередь графом Гилбертом). 8 июня 1265 года де Клер и принц Эдуард были объявлены мятежниками; примерно тогда же они взяли город Глостер, позже заняли Честер, Шрусбери и Бриджнорт. По приказу графа все переправы через реку Северн были уничтожены, а корабли Бристоля — потоплены. В результате армия Монфора оказалась надолго отрезанной от основной части Англии и начала испытывать серьёзные трудности со снабжением. 31 июля принц Эдуард разгромил у Кенилворта Симона Монфора-младшего, который вёл отцу подкрепления (по данным нескольких источников, Глостер участвовал в этом бою). 4 августа состоялось сражение с основными силами оппозиционных баронов при Ившеме, где сэр Гилберт был одним из двух командующих. Роялисты, обладавшие численным преимуществом, окружили врага и практически полностью его уничтожили. В числе погибших был и Симон де Монфор. Король, остававшийся до Ившема пленником, теперь получил свободу.
Месяц спустя Глостер участвовал в заседаниях парламента в Уинчестере, когда мятежные лорды были лишены своих владений (8 сентября 1265 года). Один из хронистов сообщает, что это суровое решение было принято главным образом из-за жадности Мортимера и де Клера, претендовавших на конфискованные земли и надавивших на короля, склонного к милосердию. По данным того же источника, Глостер уговаривал Генриха III не прощать Симона Монфора-младшего, представшего перед монархом на Рождество 1265 года (граф боялся, что Симон захочет отомстить ему за отца). Однако в обоих случаях речь может идти о вымысле, связанном с личной враждебностью хрониста. На деле сэр Гилберт стремился к компромиссу, и это стало очевидно осенью 1266 года. Королевская армия с июня осаждала в Кенилворте мятежных баронов, чьи владения были конфискованы; граф вошёл в состав комиссии, которая должна была выработать условия капитуляции, и явным образом занял сторону побеждённых. Он так энергично добивался улучшения их участи, что Мортимер даже пригрозил его убить. До 12 декабря, боясь за свою жизнь, Глостер уехал в Марку.
Генрих III немедленно созвал лордов в Оксфорд, чтобы погасить конфликт. Он вызвал на собрание и Глостера, но тот отказался приехать, занятый сбором войск для войны с Мортимером. 20 января сэр Гилберт направил королю свои требования, выглядевшие вполне традиционно: изгнание чужеземных советников, выполнение условий Оксфордских провизий и обещаний, данных перед битвой при Ившеме, возвращение мятежным баронам их земель после выплаты штрафов, размер которых будет рассчитан судом присяжных пропорционально совершённым преступлениям. Не получив ответа, в апреле граф двинул армию на Лондон и занял столицу. К нему присоединились бароны-оппозиционеры; с севера на помощь городу пришёл Генрих III с войском, но у него явно было недостаточно сил для сражения. 16 июня благодаря посредничеству Ричарда Корнуоллского был заключён мир. Граф увёл свои войска, в том же году мятежные бароны получили помилование, а король подписал статут Мальборо, зафиксировавший условия компромисса (в частности, условия Оксфордских провизий были во многом воплощены в жизнь). Гражданская война на этом закончилась.

### Валлийские дела
После примирения сэра Гилберта с короной на первый план для него вышли дела Уэльса. Ллевелин ап Гриффид оставался на тот момент главным потенциальным противником короля Англии; он заключил мир, по которому был признан сюзереном остальных валлийских князей, но бароны Марки продолжили свою экспансию. В частности, Глостер использовал данное ему Генрихом III право захватывать земли тех владетелей Гламоргана, которые поддерживали Ллевелина. 11 апреля 1268 года граф начал строительство замка Кaйрфилли на землях, ранее принадлежавших местному валлийскому правителю (недалеко от Кардиффа). Войска Ллевелина сожгли крепость (в 1270 году), но граф снова её отстроил. Князь Гвинеда начал подготовку к большой войне, но после вмешательства короля неохотно согласился доверить решение в этой распре английскому суду. Разбирательство так и не началось, и князю пришлось смириться с существованием новой крепости.
В 1276 году де Клер участвовал в походе короля против Ллевелина. В 1282 году, во время окончательного завоевания Уэльса, граф командовал войсками на южном направлении, где под его началом действовали Уильям де Валенс, 1-й граф Пембрук, и Хамфри де Богун, 3-й граф Херефорд. Последний, занимавший должность верховного констебля Англии, был уверен, что командование должно достаться именно ему, и заявил официальный протест, но это ни к чему не привело. Глостер потерпел поражение при Лландейло-Ваур, после чего командование перешло к Уильяму де Валенсу. В следующем году Глостер был вызван в Шрусбери для участия в суде над братом Ллевелина Давидом, попытавшимся продолжить борьбу против англичан; Давида признали виновным в государственной измене и приговорили к мучительной казни через повешение, потрошение и четвертование. Итогом всех этих событий стало окончательное покорение Уэльса. Однако для Глостера это оказалось не слишком выгодным: в отличие от ряда других баронов, он не получил новых владений на завоёванной территории.
Позже сэру Гилберту пришлось подавлять восстание Риса ап Маредида — князя Дрислуина, начавшего вооружённую борьбу против англичан в 1287 году. Граф был одним из двух командующих в этой войне, причём существовали подозрения, что после победы он предоставил Рису убежище в своих ирландских владениях. Позже, в 1294 году, началось новое восстание, во главе с Мадогом ап Ллевелином. Оно распространилось на Гламорган, где его возглавил Морган ап Маредид (местный мелкий владетель, которого Глостер лишил его земель в 1270 году). Повстанцы взяли замок Морле и разграбили предместья Кейрфилли; в конце концов они сдались, но не графу, а королю.

### Гилберт де Клер и Эдуард I
Отношения Глостера с принцем Эдуардом (с 1272 года — королём Эдуардом I) оставались непростыми всю его оставшуюся жизнь. По окончании гражданской войны граф официально примирился с принцем в Виндзоре. 24 июня 1268 года в Нортгемптоне они оба дали обет отправиться в крестовый поход, но в конце 1269 года произошёл новый конфликт: Глостер отказался явиться в парламент, заявив, что Эдуард намерен арестовать его и заключить в тюрьму. Ричард Корнуоллский снова стал посредником и 17 июля 1270 года постановил, что граф должен выплатить штраф и отправиться в Святую землю. По-видимому, сэр Гилберт смог избежать и далёкой экспедиции, и наказания.
Когда умер Генрих III (16 ноября 1272 года), Глостер находился в Лондоне. В соответствии с клятвой, данной умирающему королю, он сразу принёс присягу Эдуарду (тогда ещё не вернувшемуся из крестового похода) и впервые в английской истории обеспечил автоматическое наследование короны старшим сыном умершего монарха. Новый король приехал в свою страну в 1274 году. В последующие годы Глостер выполнял свои обязанности вассала: заседал в парламенте, участвовал в военных походах. Исследователь Брайант даже относит его к числу друзей Эдуарда I, отмечая при этом, что последний больше всего доверял не баронам, а тем из своих приближённых, которые не имели больших владений. К лордам Валлийской марки во главе с сэром Гилбертом король всегда относился с большим недоверием, так как те были слишком сильны и стремились к независимости. Для того, чтобы укрепить зависимость Глостера от короны, Эдуард женил его в 1290 году на своей дочери Джоанне Акрской. Помолвка состоялась в мае 1283 года, венчание — в апреле 1290 года. Перед вступлением в этот брак сэр Гилберт формально передал все свои владения короне, а после свадьбы их получили уже Гилберт и Джоанна вместе. Согласно брачному договору, две дочери графа от первого брака теряли право на наследство, и земли де Клеров должны были перейти к будущим потомкам Джоанны; если бы этот брак остался бездетным, они перешли бы к детям принцессы от гипотетического второго брака.
Даже статус королевского зятя не обеспечил Глостеру хорошие отношения с монархом. Это показывает тот факт, что сразу после свадьбы молодожёны покинули Вестминстер и уехали в свой замок Танбридж. В июле того же года, по данным одного из хронистов, они приняли крест из рук архиепископа Пеккама и отправились в Святую Землю (впрочем, неясно, стоит ли доверять этому сообщению). В любом случае в 1291 году граф Глостер находился в Англии и попал в опалу из-за своей распри с Хамфри де Богуном, 3-м графом Херефордом, переросшей в частную войну. Этот конфликт начался ещё в 1289 году из-за Брекнока в Уэльсе; люди сэра Гилберта совершили набег на земли Богуна, угнали тысячу голов скота и убили несколько человек, Богун подал в королевский суд, но Глостер (к тому времени уже зять Эдуарда I) не явился на разбирательство. Тогда его обвинили в «оскорблении величества». Осенью 1291 года в Абергавенни король лично рассмотрел дело (на этот раз сэр Гилберт не смог проигнорировать вызов на суд). Обоих графов приговорили к заключению и конфискации части земель (в частности, владений в Гламоргане). Позже они получили свободу, выплатив огромные штрафы: Глостер — 10 тысяч марок, Богун — одну тысячу. Таким образом, Эдуард I использовал этот конфликт, чтобы ослабить судебную автономию баронов Валлийской марки.
В том же году сэр Гилберт присутствовал при «Великой тяжбе» в Норэме, где Эдуард решал вопрос о притязаниях ряда баронов на шотландскую корону. Он умер 7 декабря 1295 года в замке Монмут и был похоронен в аббатстве Тьюксбери.

## Семья и наследство
Гилберт Рыжий был женат дважды. Его первой женой в 1253 году стала Алиса де Лузиньян (после 1236—1290), дочь Гуго XI де Лузиньяна, единоутробного брата короля Генриха III, и Иоланды Бретонской. Этот брак был расторгнут — по-видимому, из-за того, что во время гражданской войны Алиса склонялась скорее к королевской «партии», чем к «партии» мужа. Согласно одному из источников, граф развёлся в Норвиче 17 июля 1271 года, но процедура, по-видимому, осталась незавершённой: перед вступлением во второй брак (1290 год) сэру Гилберту пришлось оформлять папское разрешение и решать вопрос с приданым бывшей жены.
Алиса де Лузиньян родила двух дочерей, Изабеллу (1262—1333) и Джоанну (1264 — после 1302). Первая из них стала женой Ги де Бошана, 10-го графа Уорика (этот брак был аннулирован), а потом Мориса де Беркли, 2-го барона Беркли; вторая вышла за Дункана Макдуффа, 7-го графа Файфа.
В 1290 году Гилберт Рыжий женился во второй раз — на дочери Эдуарда I и Элеоноры Кастильской Джоанне Акрской. В этом браке родились четверо детей:
- Гилберт де Клер (1291—1314), 3/7-й граф Глостер и 6-й граф Хартфорд;
- Элинор де Клер (1292—1337), жена Хью ле Диспенсера Младшего и Уильяма де ла Зуша, 1-го барона Зуша из Мортимера;
- Маргарет де Клер (1293—1342), жена Пирса Гавестона и Хью де Одли;
- Элизабет де Клер (1295—1360), жена Джона де Бурга, Тибо де Верден и Роджера Дамори[29].

После смерти сэра Гилберта землями де Клеров управляла Джоанна, принёсшая за них вассальную присягу отцу. Спустя год с небольшим она вступила во второй брак — с незнатным рыцарем Ральфом де Монтермаром, которому родила ещё четырёх детей. Монтермар именовал себя графом Глостера и Хартфорда до смерти жены (1307 год). Позже в свои права вступил единственный сын Гилберта, но он погиб 23-летним в битве с шотландцами при Бэннокбёрне 24 июня 1314 года, и с ним старшая ветвь рода де Клеров угасла. Огромные владения сэра Гилберта теперь подлежали разделу между тремя его дочерьми от Джоанны и их мужьями. Старшая с 1306 года была женой Хью ле Диспенсера, двух других король Эдуард II (их дядя) выдал в 1317 году за своих фаворитов, Хью де Одли и Роджера Дамори. Вскоре Диспенсер стал главным фаворитом монарха и попытался объединить все владения де Клеров в своих руках; следствием этого стали объединение против него остальных баронов Марки и очередная гражданская война («война Диспенсеров», 1321—1322 годы). В ней король победил мятежников. Однако уже в 1326 году он был свергнут и вскоре погиб. Титул графа Глостера впоследствии носили зять сэра Гилберта Хью де Одли (в 1337—1340 годах) и праправнук сэра Гилберта Томас ле Диспенсер (в 1397—1400 годах). После гибели Томаса титул вернулся к короне.

## Личность
Гилберт де Клер был самым могущественным английским аристократом своего времени. В молодости он, по-видимому, был очень непостоянен как политик; это заметно в его отношении к старшим союзникам, Симону де Монфору и принцу Эдуарду. В то же время исследователи отмечают, что в отношении Глостера к баронам, потерявшим владения, и в его заботе о безопасности своих сторонников среди лондонских граждан было что-то рыцарское. В последние годы жизни сэр Гилберт считался неформальным главой всей английской аристократии. Один из источников описывает его как «благоразумного в совете, энергичного на войне и дерзкого в защите своих прав» (prudens in consiliis, strenuus in armis, et audacissimus in defensione sui juris). Английский исследователь Брайант называет Глостера человеком «надменным и импульсивным».
Из-за цвета волос у сэра Гилберта было прозвище Рыжий.